# René Richard Cyr
 (mai 2014).
Si vous disposez d'ouvrages ou d'articles de référence ou si vous connaissez des sites web de qualité traitant du thème abordé ici, merci de compléter l'article en donnant les références utiles à sa vérifiabilité et en les liant à la section « Notes et références ».
Pour les articles homonymes, voir Cyr.
Ne pas confondre avec la joueuse de tennis américaine : Renée Richards
René Richard Cyr, né le 27 septembre 1958 à Montréal, est un comédien, dramaturge, animateur, réalisateur et metteur en scène québécois.

## Biographie
Comédien, son interprétation au théâtre d'Hosanna de Michel Tremblay lui vaut le Prix de la meilleure interprétation masculine décerné en 1991 par l'Association des critiques de théâtre, ainsi qu’une mention au Festival Riccione TTVV à Rome. Il joue notamment dans La Charge de l'orignal épormyable de Claude Gauvreau au Théâtre de Quat'sous, puis au TNM, et dans Les Feluettes de Michel Marc Bouchard. À la télévision, il incarne Régis Gagné dans la série Yamaska et Veronica dans la série Cover Girl, rôles pour lesquels il est d’ailleurs mis en nomination à trois reprises aux prix Gémeaux. Il participe aussi à Poivre et Sel, Les Grands Procès, Scoop, Marguerite Volant, Paparazzi, Diva et Tout sur moi. Dernièrement, il joue le rôle du Caïd dans la série C'est comme ça que je t'aime ainsi que dans Fragments. Au cinéma, il joue dans Babine et Ésimésac de Luc Picard, Nuit de noces d'Émile Gaudreault et Joyeux Calvaire de Denys Arcand.
Pour le théâtre, René Richard Cyr met en scène Bonjour, là, bonjour, En pièces détachées (Prix Gascon-Roux du meilleur metteur en scène en 1994), À toi, pour toujours, ta Marie-Lou, Bonbons assortis, Le Vrai Monde ? de Michel Tremblay, L'École des femmes (Prix Gascon-Roux du meilleur metteur en scène en 1991) et Le Misanthrope de Molière. Notons également L'Opéra de Quat'sous de Bertolt Brecht, Le Malentendu et Caligula (Prix Gascon-Roux du meilleur metteur en scène en 2017) de Camus, Les Muses orphelines de Bouchard, Le Balcon et Les Bonnes de Genet, Les Combustibles d'Amélie Nothomb, La Ménagerie de verre, Soudain l’été dernier et Un tramway nommé Désir de Tennessee Williams, Un simple soldat de Marcel Dubé, Rhinocéros de Ionesco, L'Éveil du printemps de Wedekind, Elizabeth, roi d’Angleterre de Timothy Findley (Prix Gascon-Roux du meilleur metteur en scène en 2008), Beaucoup de bruit pour rien de Shakespeare (Prix Gascon-Roux du meilleur metteur en scène, TNM, en 2010) et Les Innocentes de Lillian Hellman, production soulignant le 65e anniversaire du Théâtre du Rideau vert. Il crée notamment Motel Hélène, 24 poses (Portraits), Avec Norm, Les Bonbons qui sauvent la vie, Là et Excuse-moi de Serge Boucher, Bob de René-Daniel Dubois, Contre le temps de Geneviève Billette, ainsi que Le Chant du dire-dire et Le langue-à-langue des chiens de roche de Daniel Danis et Colonisé.E.s d Annick Lefebvre. 
Au théâtre musical il adapte avec Daniel Bélanger Les Belles-sœurs (Félix du metteur en scène de l'année 2010) et Le Chant de Sainte Carmen de la Main de Tremblay (Prix Gascon-Roux du meilleur metteur en scène en 2013 et Félix du spectacle de l’année-Interprètes 2014.), Il met en scène Les Parapluies de Cherbourg de Demy-Legrand (Masque du spectacle Théâtre privé 2001) et L’Homme de la Mancha (Masque du spectacle Théâtre privé et Prix du Public 2002). Pour l’Opéra de Montréal il met en scène The Turn of the Screw de Benjamin Britten, Don Giovanni de Mozart ainsi que Macbeth de Verdi à Opera Australia de Sydney et Melbourne.
Il assume avec Mouffe pendant cinq ans la codirection artistique des galas du Festival Juste pour rire, signe des mises en scène de spectacle de Joe Bocan et Céline Dion pour lesquelles il remporte à quatre reprises le Félix du metteur en scène de l'année et collabore à Top Secret de Diane Dufresne. Il signe la mise en scène du spectacle La Symphonie du Québec, assume la direction artistique de La Soirée des Masques éditions 1994 et 1995 et 2005 ainsi que de la soirée Tous unis contre le sida. Il signe la direction artistique du spectacle de la Fête Nationale en 1990, 1996, 1997 et 1998. En collaboration avec François Girard, il présente à l'hiver 2000 un spectacle avec l’OSM, Le Violon rouge. En 2003, il cosigne avec Dominic Champagne la conception et la mise en scène du spectacle Zumanity du Cirque du Soleil. Il a également signé la mise en scène du dernier spectacle de l’illusionniste Luc Langevin et des quatre spectacles réunissant l’OSM et Fred Pellerin. 
Auteur, il collabore à l'écriture de spectacles pour adolescents dont Volte-face, La Magnifique Aventure de Denis St-Onge et Marco chaussait des dix, une trilogie écrite en collaboration avec François Camirand. En théâtre pour adultes, il écrit Camille C. écrit en collaboration avec Jocelyne Beaulieu et créé au Théâtre d'Aujourd'hui en 1984 ; L'An de grâce, écrit en collaboration avec Alexis Martin et Claude Poissant, ainsi qu'un autre texte écrit avec Alexis Martin, L'Apprentissage des marais, et finalement Les Huit Péchés Capitaux (Éloges), un texte écrit en collectif. Il a aussi collaboré au scénario du long métrage Nuit de noces. Notons finalement qu’il a signé les traductions d’Un tramway nommé Désir de Williams, d’Amadeus de Peter Shaffer et de Beaucoup de bruit pour rien de Shakespeare. Il a également écrit des chansons pour Fred Pellerin.
En septembre 1998, il conçoit avec Dominic Champagne, l’émission Le plaisir croît avec l'usage (Prix Gémeaux, meilleure émission, série variétés 1999 et 2000), présentée durant cinq années sur les ondes de Télé-Québec, et dont il est l’animateur pendant trois saisons. Il anime également l’émission Créer, présentée à ARTV. 
Il réalise un court-métrage Ruse et Vengeance et les téléthéâtres Le Temps d'une vie, Motel Hélène et 24 poses qui lui ont valu des mises en nomination au Gala Gémeaux. 
Il est codirecteur général et directeur artistique du Théâtre d’Aujourd’hui de 1998 à 2004 et co-directeur artistique du Théâtre PàP/Petit à Petit de 1981 à 1998.

## Cinéma
- 1983 : Bonheur d'occasion réalisé et scénarisé par Claude Fournier : Alphonse
- 1994 : Louis 19, le roi des ondes réalisé par Michel Poulette : L'intello branché
- 1996 : Joyeux Calvaire réalisé par Denys Arcand : Roland-aux-culottes
- 2001 : Nuit de noces réalisé par Émile Gaudreault : Robert
- 2008 : Babine réalisé par Luc Picard : Méo Bellemare
- 2024 : Nos belles-sœurs réalisé par René Richard Cyr

## Télévision
- 1985 - 1987 : Poivre et Sel (série TV) : Jean-Marie Lefort
- 1985 - 1987 : Manon (série TV) : Julien Durand
- 1992 - 1995 : Scoop (série TV) : Elvis Dussault
- 1993 : Shehaweh (minisérie) : Sulpicien Perot
- 1996 : Marguerite Volant (minisérie) : Henri Caillé
- 1997 - 2000 : Diva (série TV) : Angelo Bouchard
- 2005 : Cover Girl (série TV) : Mathieu Picard, alias Veronica Sinclair
- 2009 - 2016 : Yamaska : Régis Gagné
- 2018 - 2019 : Unité 9 : Ronald Dutrizac
- 2020 : Mon fils (minisérie) : Lucien Tanguay
- 2020 : C'est comme ça que je t'aime (série TV) : Le « Caïd »

## Distinctions, honneurs et prix
- 2023 : Compagnon de l'Ordre des arts et des lettres du Québec[2]